# Gieorgij Nikolski
Gieorgij Wasiljewicz Nikolski (ros. Георгий Васильевич Никольский; ur. 6 maja 1910 w Moskwie, zm. 2 lutego 1977 tamże) – rosyjski zoolog, ichtiolog oraz ilustrator, profesor Uniwersytetu Moskiewskiego, członek korespondent Akademii Nauk ZSRR. 
Od 1932 roku pracował na Uniwersytecie Moskiewskim, gdzie od 1940 był profesorem, a od 1941 szefem wydziału ichtiologii. W 1956 został kierownikiem laboratorium w Instytucie Morfologii i Ekologii Ewolucyjnej im. Siewiercowa w Akademii Nauk ZSRR (obecnie Instytut Ekologii i Ewolucji Rosyjskiej Akademii Nauk).
Prowadził badania terenowe, m.in. w wodach Jeziora Aralskiego, rzekach Azji Środkowej, Europy Północnej i Dalekiego Wschodu. Oprócz działalności naukowej prowadził też zajęcia dydaktyczne.
W 1950 został laureatem państwowej nagrody ZSRR. Odznaczony Orderem Lenina (1961) i kilkoma innymi orderami i medalami. Był założycielem (1953) i redaktorem czasopisma „Woprosy ichtiołogii” (Вопросы ихтиологии), członkiem redakcji pisma pt. „Zoołogiczeskij żurnał” (Зоологический журнал) i głównym redaktorem czasopisma „Biołogiczeskije nauki” (Биологические науки).
Autor kilkuset publikacji, w tym podręcznika akademickiego „Czastnaja ichtiołogija” (Частная ихтиология), przetłumaczonego na wiele języków. Wydanie polskie: G. Nikolski: Ichtiologia szczegółowa. Tłum. Franciszek Staff. Warszawa: Państwowe Wydawnictwo Rolnicze i Leśne, 1956, 1970. Brak numerów stron w książce